# Chinese Annals of History of Science and Technology
Chinese Annals of History of Science and Technology (CAHST; Китайские записки (анналы) по истории науки и техники; кит. упр. 中国科学技术史, пиньинь Zhōngguó Kēxué Jìshù Shǐ) — международный рецензируемый научный журнал по вопросам истории науки, техники. Журнал имеет международную редколлегию, издаётся на английском языке Институтом истории естественных наук Китайской Академии наук и издательством Science Press (China Science Publishing & Media LTD).

## Описание
Журнал выходит 2 раза в год с 2017 года. Статьи по истории науки и техники, связанные с Китаем, публикуются на английском языке. Журнал поддерживается Институтом истории естественных наук Китайской академии наук и издательством Научной прессы (Science Press). Это первый академический англоязычный журнал по истории науки и техники, основанный в КНР.
CAHST публикует исследования с различными точками зрения и подходами, особенно междисциплинарные исследования, а также межкультурные и транснациональные исследования по истории науки и знаний.
В журнале представлены исследовательские статьи и обзоры, а также конкретные исследования оригинальных документов и археологических находок. Рецензии на книги, обзорные эссе по предыдущим исследованиям, текущие дискуссии и споры по историографии или методологии, а также новости по истории науки и техники. Журнал стремится сделать каждый номер тематическим, с более или менее однородной тематикой статей.
Много статей в журнале посвящено связям учёных с Китаем и вопросам китаеведению.
Цель журнала: изменить ситуацию с отсутствием Китая в англоязычных журналах по истории науки и техники и сделать развитие дисциплины истории науки и техники более обоснованным.

## Редакция
Журналом руководят два главных редактора: Чжан Байчунь (бывший директор IHNS) и Юрген Ренн (директор Института истории науки Макса Планка).
В состав редакционной коллегии входят историки науки и техники и синологи из разных стран.
В редакционный совет входят международные историки науки и техники и китаисты.